# 藤原基經
藤原基經（836年—891年2月24日），日本平安時代公卿。藤原北家出身，藤原長良的三男，叔父藤原良房之養子。官至從一位攝政關白太政大臣，准三宮，是日本史上第一位關白。幼名手古，世稱堀川大臣，或稱堀河大臣。去世後贈正一位，封越前公，謚昭宣。
在養父藤原良房去世後，歷清和天皇、陽成天皇、光孝天皇、宇多天皇四代，基經都是朝廷實權的掌控者。

## 簡介

### 早年
852年，文德天皇在東宮為基經舉行元服儀式，敘正六位上。
866年發生應天門之變，當時大納言伴善男狀告左大臣源信，右大臣藤原良相遣基經去逮捕源信。基經認為此事係誣告，將此報告養父良房，使源信免除了嫌疑。
869年，基經官拜右大臣。同年養父良房去世。
876年，清和天皇讓位給陽成天皇。基經以天皇舅父的身份攝政。880年基經拜太政大臣。881年敘從一位。

### 天皇廢立
884年，基經以天皇暴虐為由，廢陽成天皇，改立光孝天皇。
最初，陽成天皇在皇宮裡養馬，號「北邊院」；繼而喜好捕蛙捉蛇、鬥犬鬥猿；乃至於殺人取樂。為此，基經計畫廢立天皇。開始時，基經心中的繼任人選是仁明天皇時被廢的太子恒貞親王，然而恒貞親王並未首肯；最後以謙虛寬大為由，決定立時康親王。（時康親王之母藤原澤子與基經之母藤原乙春是姊妹的關係，均是藤原總繼之女。時康親王為基經之表兄。此外，時康親王早先經濟狀況不佳。基經擁立時康親王，除了親王的「雅量」之外，亦可能是基於上述兩項理由。）
在基經決定立時康親王之後，左大臣源融以自己亦有繼承之權為由，表示異議；基經則以源融已賜姓為人臣，不得登帝位，拒絕源融。最後在基經的強勢主導下，決定擁立時康親王。之後以「賽馬」為由，誘騙天皇出宮，至陽成院；基經則領百官迎時康親王，是為光孝天皇。

### 立太子事件
光孝天皇有許多皇子。然而可能是顧忌基經的權勢，而沒有指定繼承人。至887年天皇身體不適，基經入天皇寢臥處詢問繼承人之事，天皇仍說：「唯公所擇。」基經建議立定省，天皇大喜而從之。同年天皇去世，定省立，是為宇多天皇。

### 阿衡事件
887年，甫即位的宇多天皇下詔：「萬機巨細，皆關白太政大臣，而後奏下。」這詔書是「關白」一辭正式的出現，被視為關白的正式任命。
同年又下詔：「社稷之臣，非朕之臣。宜以阿衡之任，為卿之任。」
阿衡是中國古代的官名，這一詔書卻因為「阿衡」的職權不明而引發很大的政治事件，被稱為「阿衡事件」。此一詔書是時任參議的橘廣相所擬。基經的回應，則以阿衡無執掌為由，因而拒不上朝；百官忌憚基經的權勢，亦多稱病不朝，使得政務停擺。整個事件，最後以天皇下詔解釋政務仍關白基經、而罷免橘廣相作終。
此一事件的背後，有可能是因為宇多天皇想藉此減少基經的實權而策劃。另有可能是橘廣相女橘義子為宇多天皇女御，並生有皇子女數名，因而威脅到基經的地位，最後阿衡事件成為基經剷除政敵之藉口。
事件過後，表面上基經與天皇的關係迅速修復，基經女溫子成為與宇多天皇女御。然而這事件有可能造成宇多天皇內心極大的不滿，基經去世後、其子時平尚年少之際，天皇積極重用曾在阿衡事件中表示過異議的菅原道真，似可見一斑。

## 人物
891年，基經於堀河院去世，宇多天皇為之輟朝三日。贈正一位，封越前國，為越前公，諡昭宣。
連同官銜，基經的最終正式記載方式為「太政大臣從一位藤原朝臣基經」。（若是加上敬稱，則應稱之為太政大臣從一位藤原朝臣基經公。）去世後則稱「故太政大臣昭宣公」。
基經為人，常持謹慎敬畏之態度，而頗有行政能力。早年居住在枇杷第，後來則有堀河院（堀河第）、閑院兩個宅第。堀河院第地勢寬敞，是基經宴請賓客之地；自己的齋戒以及談親事則在閑院第。因為宅第之故，基經被稱為堀河大臣（堀河の大臣）。基经重视儒家思想，他敦崇儒术，并时常举行祭孔典礼。
著作有奉敕編撰的文德實錄。該書於871年開始編撰，編者有基經、南淵年名、都良香、大江音人及菅原是善等人，於879年完成。

## 系譜[2]
- 父：藤原長良
- 母：藤原乙春（藤原總繼之女）
- 養父：藤原良房
- 養母：源潔姬
- 妻：（人康親王之女）
  - 長男：藤原時平（871-909）
  - 二男：藤原仲平（875-945）
  - 四男：藤原忠平（880-949）
  - 五男：藤原良平
  - 女子：藤原穩子（885-954） - 醍醐天皇中宮、朱雀天皇與村上天皇之生母
- 妻：操子女王（式部卿忠良親王之女）
  - 女子：藤原溫子（872-907） - 宇多天皇女御、醍醐天皇養母
  - 三男：藤原兼平（875-935）
- 妻：不明
  - 女子：藤原頼子（?-936） - 清和天皇女御
  - 女子：藤原佳珠子（856-?） - 清和天皇女御
  - 女子：藤原佳美子（?-898） - 光孝天皇女御
  - 女子：貞元親王室 - 源兼忠母
  - 女子：源能有室